# Trolovi (Tolkien)
Trolovi su bića iz izmišljenog svijeta J.R.R.Tolkiena.
Trolovi su bića tame u službi gospodara zla poput Saurona i Morgotha. Bili su veoma visoki, čak dvostruko viši od najviših ljudi. Imali su kožu od zelenih krljušti koja im je mogla služiti i kao oklop. Bili su veoma snažni no ne tako snažni kao Enti. Trolovi nisu mogli podnijeti svjetlost. Bili su veoma glupi te ih je većina jedva naučila crni govor Orka. Najviše su voljeli jesti sirovo meso te su bili veoma pohlepni. U Prvome dobu često su u rat išli u službi Morgotha. Međutim u ratovima Belerianda izlazili su samo po mraku. Borili su se žestoko i nisu znali za strah. Nakon Melkorovog poraza posakrivali su se u zemlju. Kada se Sauron uzdigao u Drugom i Trećem Dobu služili su njemu. Postojale su razne vrste Trolova:
- Špiljski Trolovi
- Brdski Trolovi
- Planinski Trolovi
- Snježni Trolovi

No Sauronu nisu bili dovoljni ovakvi Trolovi pa je pred kraj Trećega doba u južnom Mrkodolu stvorio novu vrstu Trolova, Olog-hai. Olog-hai su mogli podnijeti svjetlost dana, bili su znatno pametniji te su na bojištu mogli raspoznavati neprijatelje. Imali su otrovne zube i oštre kandže. Uz kamene krljušti kao i ostali Trolovi, nosili su još i crne štitove, okrugle i ogromne, te mahali moćnim maljevima kojima su drobili kacige neprijatelja.
U Ratu za prsten uzrokovali su velika razaranja, no nakon uništenja Saurona njima nitko nije upravljao te su bili pobijeni.